# Stuwerviertel

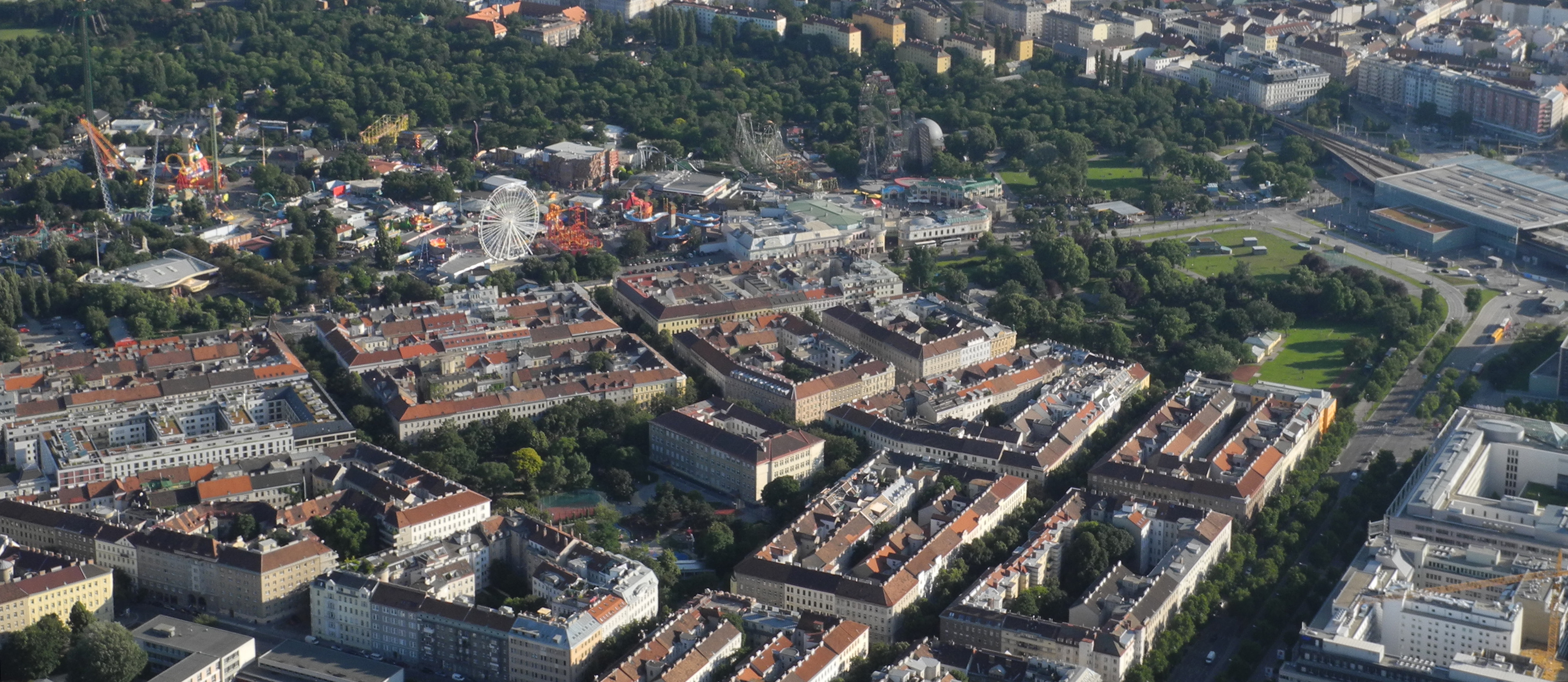
Der westliche Teil mit dem Prater im Hintergrund

Das Stuwerviertel ist ein Stadtteil der Leopoldstadt, des 2. Wiener Gemeindebezirks.

## Geografie
Das Stuwerviertel befindet sich zwischen dem Praterstern bzw. dem an ihn anschließenden Park namens Venediger Au und der (nord)östlich davon verlaufenden Donau und hat die Form eines Dreiecks. Es wird im Süden von der Ausstellungsstraße und dem dahinter liegenden Prater, nordwestlich von der Lassallestraße und dem dahinter liegenden Nordbahnviertel, einem Stadtentwicklungsgebiet, und im Nordosten von der Engerthstraße bzw. vom Handelskai an der Donau begrenzt.
Am Anfang der ungeraden Seite der Ausstellungsstraße (Nr. 3–7), am Anfang der Stuwerstraße (Nr. 1–5 und Nr. 4–10), sowie zur Venediger Au hin (Nr. 2–7) gibt es ein geschlossenes Ensemble späthistoristisch-secessionistischer Zinshäuser, überwiegend mit Vorgärten, die von der Stadt Wien als Schutzzone definiert sind.

## Geschichte

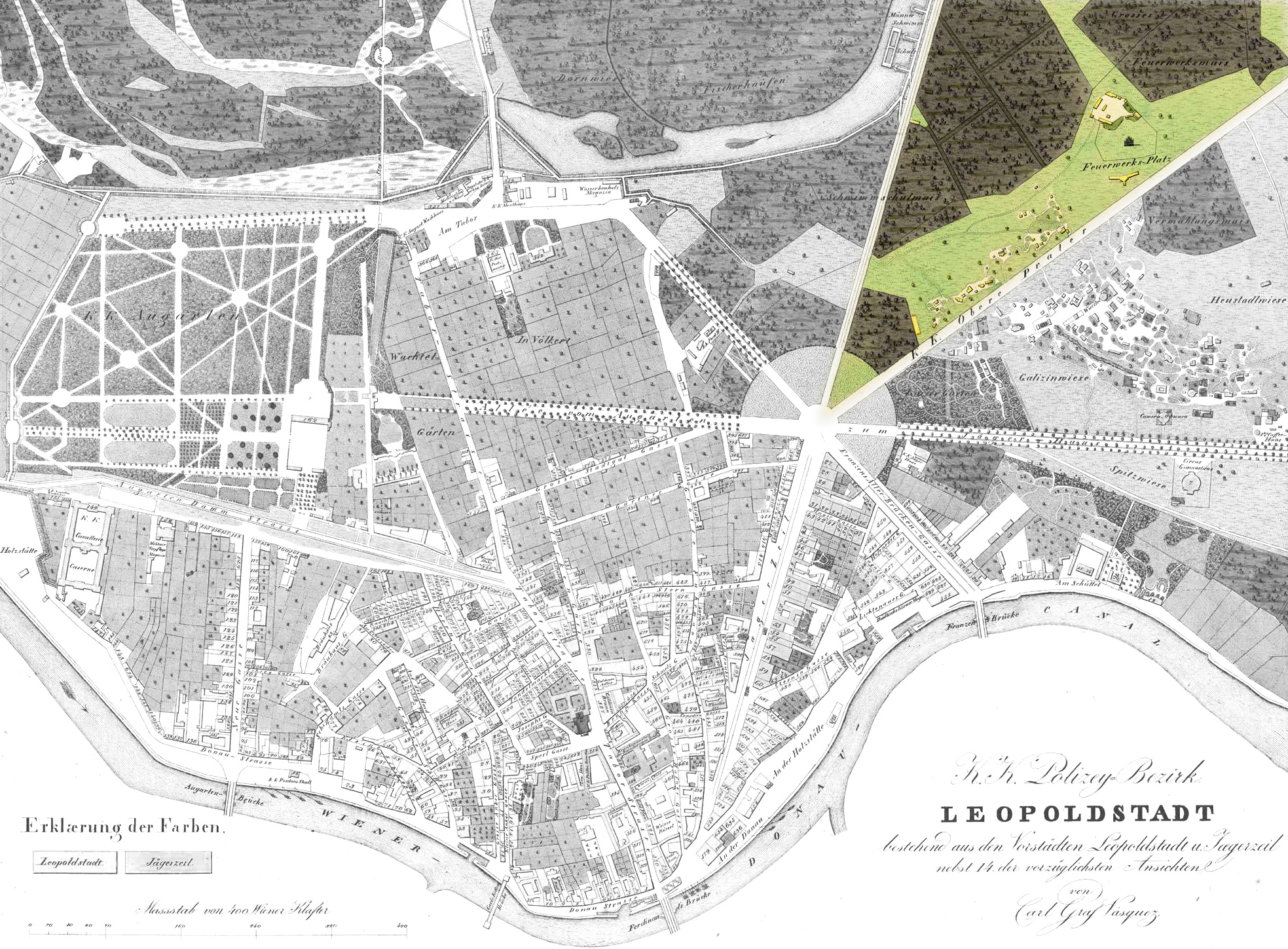
Die Leopoldstadt um 1830, rechts oben der Feuerwerks-Platz (farblich hervorgehoben)

Ursprünglich war ein Teil des heutigen Stuwerviertels aufgrund seiner Lage an der damals noch unregulierten Donau Augebiet mit Wiesen, Waldstücken und häufigen Überschwemmungen. 1766 öffnete Joseph II. den bis dahin dem Kaiserhof vorbehaltenen Wiener Prater für die Öffentlichkeit. Teilweise auf dem Gebiet des heutigen Stuwerviertels entstand dann der Wurstelprater oder Volksprater als Vergnügungspark. Seinen Namen erhielt das Viertel (erst in den letzten Jahrzehnten des 20. Jahrhunderts) von Johann Georg Stuwer, der in dieser Gegend ab 1774 populäre Kunstfeuerwerke veranstaltete. 1876 wurde von seinem Urenkel Anton Stuwer das letzte Stuwersche Feuerwerk abgebrannt; 1898 wurde hier die Stuwerstraße benannt.
Während der Weltausstellung 1873 führte die Weltausstellungs-Bahn der Kaiser-Ferdinands-Nordbahn durch das noch unverbaute Gelände zum Weltausstellungsbahnhof. Nach der 1875 fertiggestellten Donauregulierung begann die Erschließung des Geländes; die ersten Häuser entstanden in den 1880er Jahren entlang der Ausstellungsstraße. Anfang des 20. Jahrhunderts war bereits ein großer Teil des Stuwerviertels verbaut; viele dieser Gründerzeithäuser bestehen bis heute.
Der nordöstliche Teil des Stuwerviertels (damals: Feuerwerksmais) war Ende des 19. Jahrhunderts als neuer Stadtteil „Donaustadt“ projektiert. Da der Name von der Bevölkerung offenbar nicht benutzt wurde und sich stattdessen andere Grätzlnamen bildeten, wurde er 1954 für den neuen 22. Bezirk verwendet. Im Namen der Pfarre Donaustadt (Pfarrkirche ist die Franz-von-Assisi-Kirche) ist diese Bezeichnung noch erhalten.
Zwischen Ennsgasse, Vorgartenstraße, Jungstraße und Wohlmutstraße befand sich mitten im Stuwerviertel seit 1897 ein großer Reservegarten der Wiener Stadtverwaltung. Er wurde von 1957 an in mehreren Etappen in den 22. Bezirk verlegt und trägt heute den Namen Blumengärten Hirschstetten. Auf dem frei gewordenen Areal entstanden der Vorgartenmarkt, eine große Gemeindebauanlage (Wohnhausanlage Vorgartenstraße 158–170), ein städtischer Kindergarten und das hier 1967 an der Wohlmutstraße eröffnete Sigmund-Freud-Gymnasium.
In vor rund hundert Jahren errichteten Schulgebäuden bestehen weitere Schulen: die städtische Volksschule an der Wolfgang-Schmälzl-Gasse, die städtische Mittelschule am Max-Winter-Platz und die städtische Mittelschule an der Ecke Feuerbachstraße / Jungstraße.
Am nordöstlichen Rand des Viertels wurde von 1890 bis 1966 zumeist von der Stadtverwaltung das Dampfkraftwerk Engerthstraße betrieben. Auf seinem Grundstück Engerthstraße 189–191 wurde 1976–1978 eine städtische Wohnhausanlage erbaut. Am östlichen Rand des Viertels befand sich nahe der Ausstellungsstraße, an der Vorgartenstraße 223, 1896–2005 die Erzherzog-Wilhelm-Kaserne. Nach ihrem Abbruch wurden auch hier Wohnhäuser erbaut.
1982 wurde am nördlichen Rand des Stuwerviertels, im Zuge der Lassallestraße, die U-Bahn-Station Vorgartenstraße der Linie U1 eröffnet. 2008 wurde am südlichen Rand des Viertels, im Zuge der Ausstellungsstraße, die U-Bahn-Station Messe-Prater der Linie U2 in Betrieb genommen. Im Zusammenhang damit verschwanden die zuvor an den Rändern des Viertels betriebenen Straßenbahnlinien.
Seit der Eröffnung des Campus WU auf der anderen Seite der Ausstellungsstraße im Jahr 2013 ändert sich das Viertel in einer rasanten Weise, die als Gentrifizierung beschrieben wird.

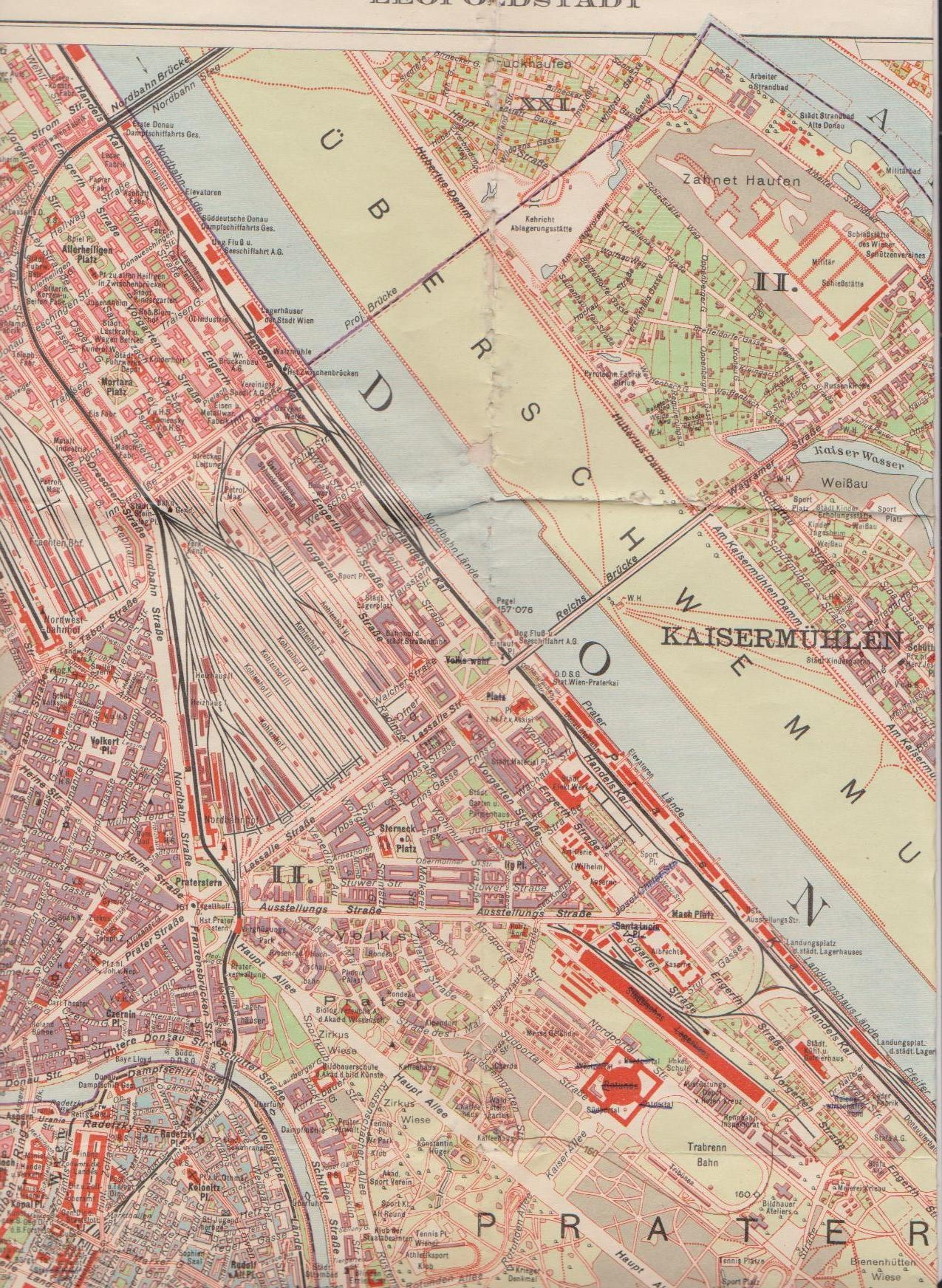
Das Viertel auf einem Stadtplan von um 1925
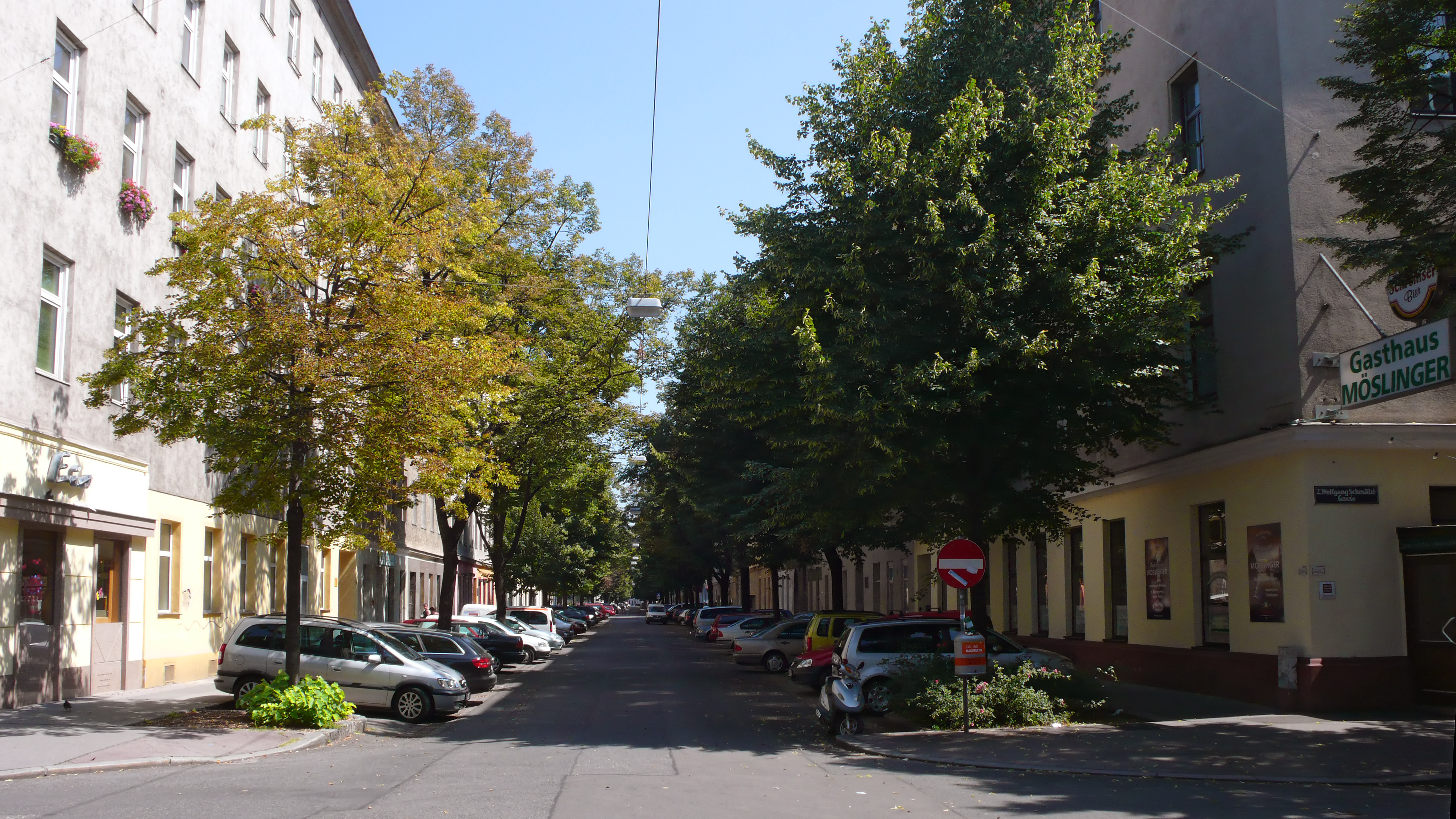
Stuwerstraße
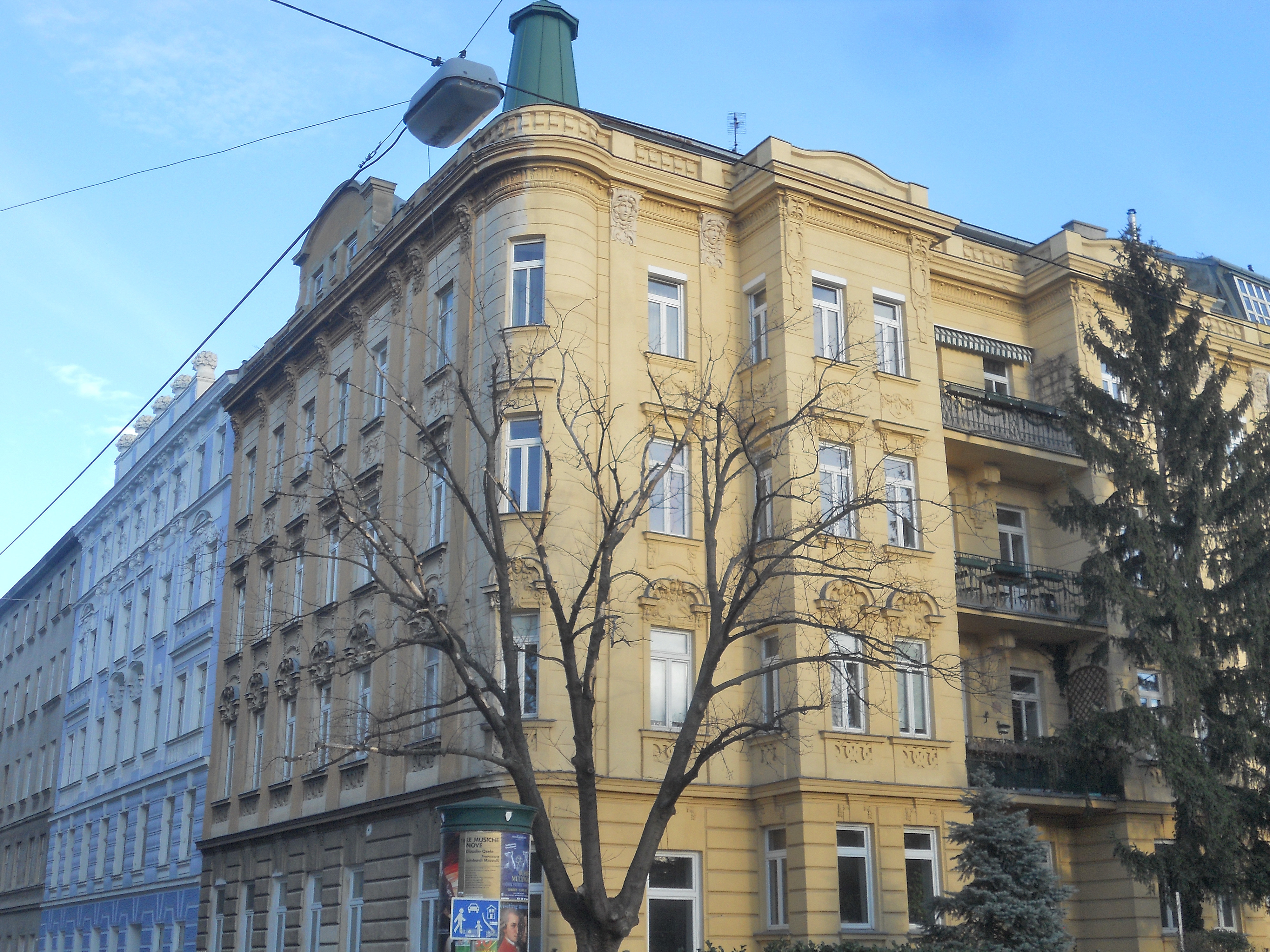
Häuser in der Schutzzone: Venediger Au 5 und Arnezhoferstraße 4 (links hinten)
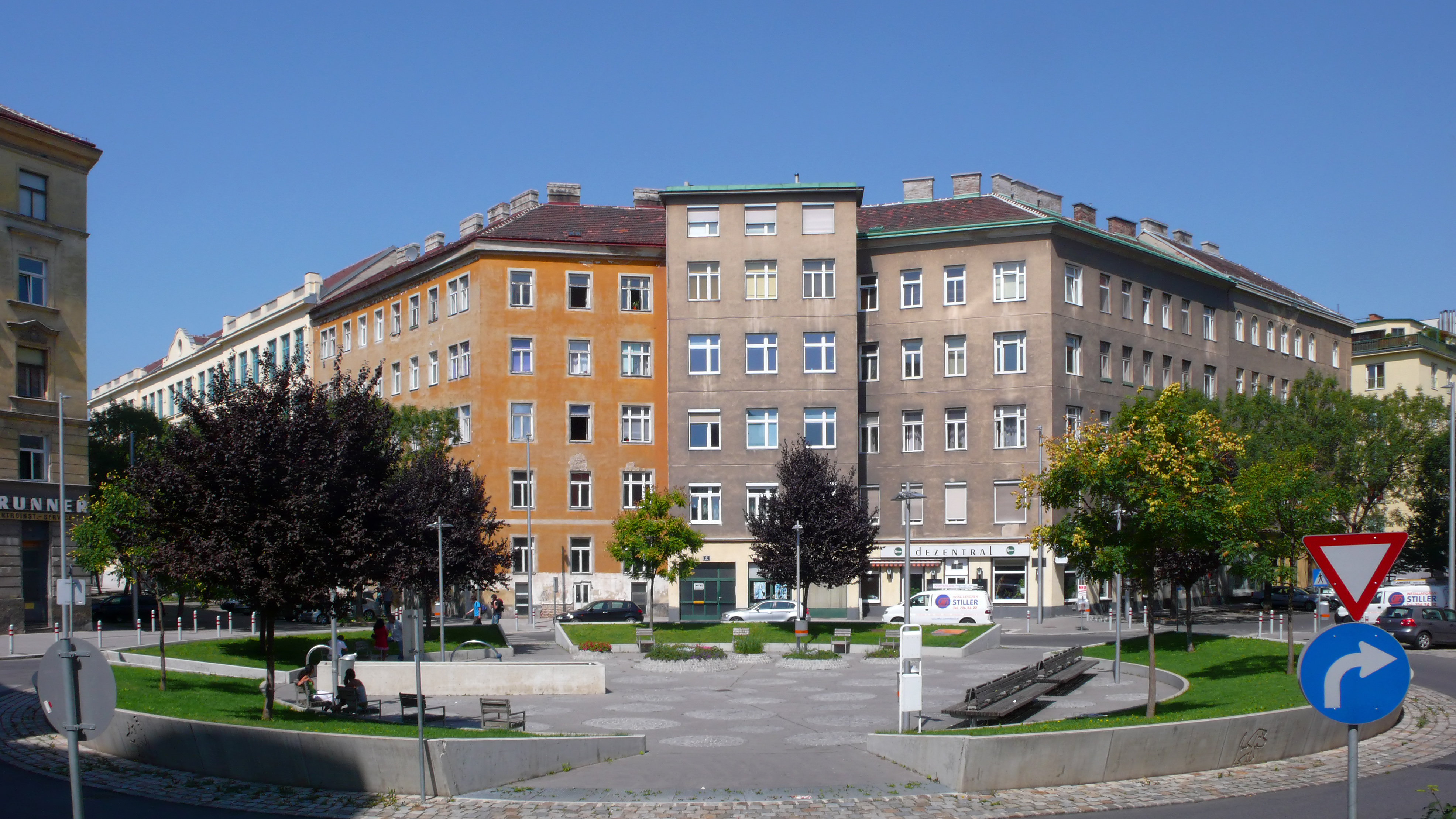
Ilgplatz

## Prostitution

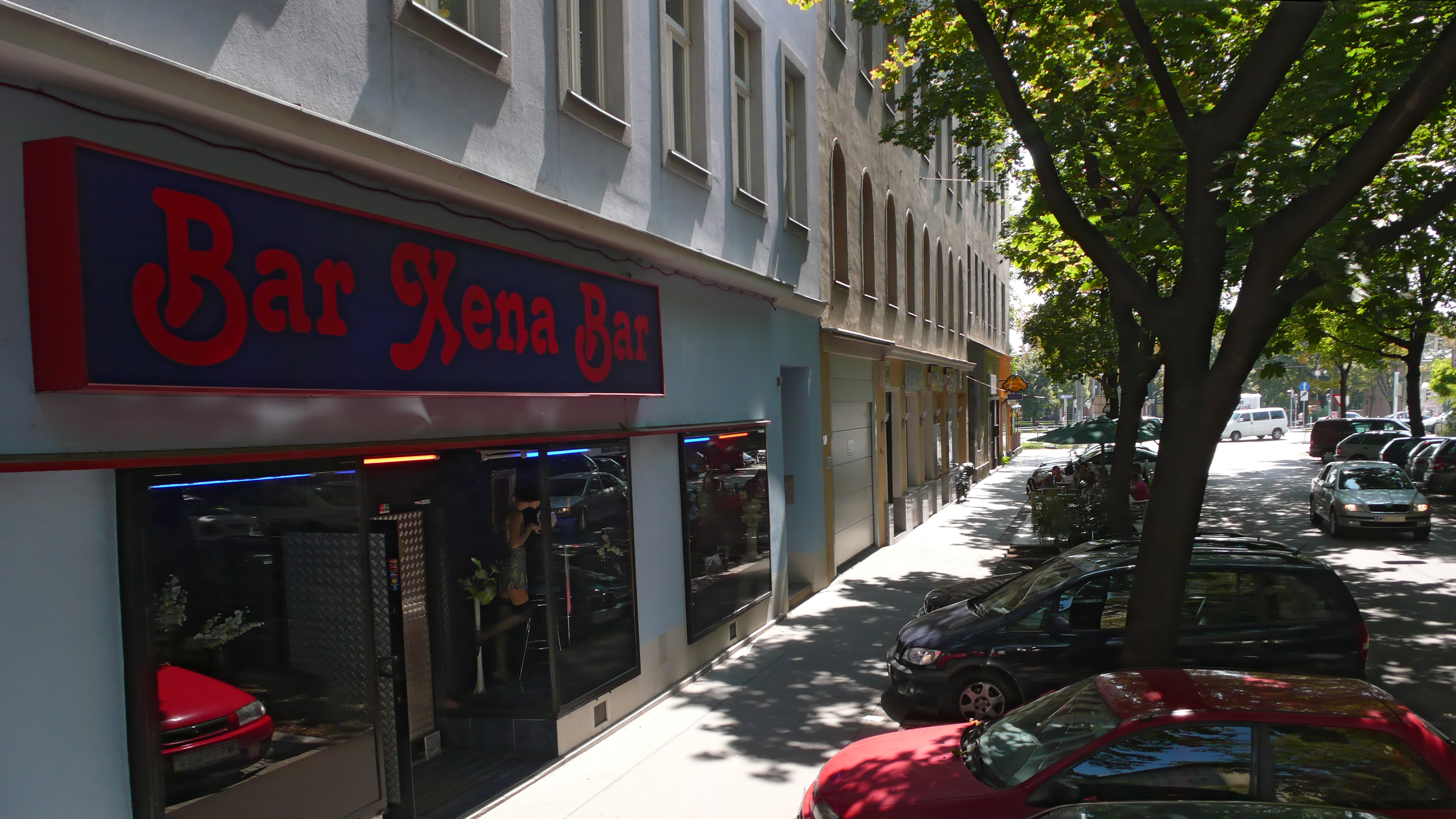
Bar im Stuwerviertel

Bedingt durch die Nachbarschaft mit Europas größtem Vergnügungspark, entstand Anfang des 20. Jahrhunderts eine Rotlichtszene, die sich zu einer der größten Wiens entwickelt hat. Es gibt Zimmervermietungen für Straßenprostituierte, Bars, Bordelle und Sexshops.
Das Stuwerviertel wurde im öffentlichen Bewusstsein daher immer wieder mit Fragen zu Sicherheit und Ordnung in Verbindung gebracht. Seit 2011 ist in Wien die Straßenprostitution in Wohngebieten, also auch im Stuwerviertel, verboten.